# Patinação artística nos Jogos Olímpicos de Inverno de 1928 - Duplas
A prova de duplas da patinação artística nos Jogos Olímpicos de Inverno de 1928 foi disputada por 13 casais.

## Medalhistas
| Ouro   | FRA Andrée Joly e Pierre Brunet    |
| Prata  | AUT Lilly Scholz e Otto Kaiser     |
| Bronze | AUT Melitta Brunner e Ludwig Wrede |

## Classificação final
| Pos. | Atleta                                           |
| ---- | ------------------------------------------------ |
|      | FRA Andrée Joly e Pierre Brunet                  |
|      | AUT Lilly Scholz e Otto Kaiser                   |
|      | AUT Melitta Brunner e Ludwig Wrede               |
| 4    | USA Beatrix Loughran e Sherwin Badger            |
| 5    | FIN Ludovika Jakobsson-Eilers e Walter Jakobsson |
| 6    | BEL Josy van Leberghe e Robert van Zeebroeck     |
| 7    | GBR Ethel Muckelt e Jack Page                    |
| 8    | GER Ilse Kishauer e Ernst Gaste                  |
| 9    | USA Theresa Weld-Blanchard e Nathaniel Niles     |
| 10   | CAN Maud Smith e John Eastwood                   |
| 11   | SUI Elvira Barbey e Louis Barbey                 |
| 12   | TCH Libuše Veselá e Vojtěch Veselý               |
| 13   | GBR Kathleen Lovett e Proctor Burman             |